# Сеченово (Нижньогородська область)
Се́ченово (рос. Сеченово) — село в Сеченовському районі Нижньогородської області Російської Федерації.
Населення становить 5263 особи. Входить до складу муніципального утворення Сеченовська сільрада.

## Історія
Від 2009 року входить до складу муніципального утворення Сеченовська сільрада.

## Населення
| 1959 | 1970  | 1979  | 1989  | 2002  | 2010  |
| ---- | ----- | ----- | ----- | ----- | ----- |
| 2042 | ↘2024 | ↗2588 | ↗4085 | ↗5239 | ↗5263 |